# Tổng Y sĩ Hoa Kỳ
Tổng Y sĩ Hoa Kỳ (tiếng Anh: Surgeon General of the United States) là người lãnh đạo hoạt động của Đoàn Ủy nhiệm Y tế Công cộng Hoa Kỳ (PHSCC) và vì vậy là người phát ngôn về các vấn đề có liên quan đến y tế công cộng trong chính phủ liên bang Hoa Kỳ. Văn phòng và toàn thể nhân viên văn phòng Tổng Y sĩ được biết với tên gọi Văn phòng Tổng Y sĩ (OSG).

## Chọn lựa và người giữ chức vụ hiện tại
Tổng Y sĩ Hoa Kỳ do Tổng thống Hoa Kỳ đề cử và phải được Thượng viện Hoa Kỳ bỏ phiếu với tỉ lệ đa số để được xác nhận tư cách chức vụ. Tổng Y sĩ phục vụ một nhiệm kỳ bốn năm và là viên chức đồng phục cao cấp nhất của Đoàn Ủy nhiệm Y tế Công cộng Hoa Kỳ. Người này có cấp bậc phó đô đốc ba sao trong lúc tại chức. Tổng Y sĩ hiện tại là Phó đô đốc Vivek Murthy, được Thượng viện Hoa Kỳ phê chuẩn vào ngày 15 tháng 12 năm 2014 và tuyên thuệ nhậm chức vào ngày 18 tháng 12 năm 2014.

## Trách nhiệm

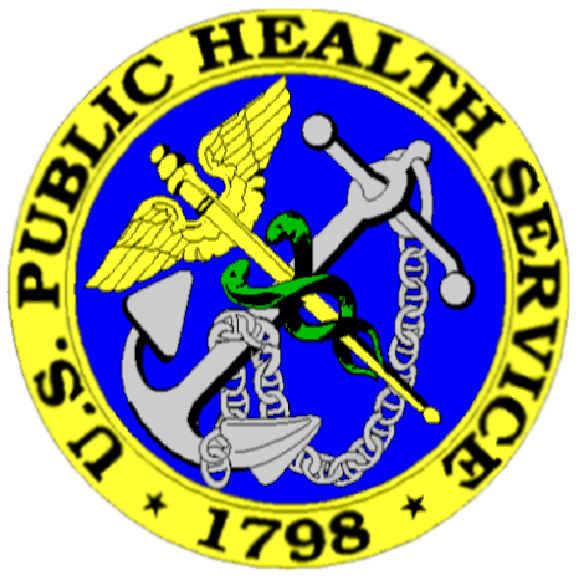
Sở Y tế Công cộng Hoa Kỳ

Tổng Y sĩ báo cáo trực tiếp với Trợ tá Bộ trưởng đặc trách Y tế Hoa Kỳ (ASH) là người có thể mang cấp bậc đô đốc bốn sao trong Đoàn Ủy nhiệm Y tế Công cộng Hoa Kỳ (PHSCC) và phục vụ trong vai trò cố vấn chính của Bộ trưởng Bộ Y tế và Dịch vụ Nhân sinh Hoa Kỳ về các vấn đề có liên quan đến khoa học và y tế công cộng. Tổng Y sĩ là người lãnh đạo toàn thể Đoàn Ủy nhiệm Y tế Công cộng Hoa Kỳ gồm 6.000 thành viên (đoàn trực thuộc Sở Y tế Công Cộng Hoa Kỳ). Đoàn gồm có các chuyên gia y tế luôn sẵn sàng chờ lệnh gọi 24 tiếng mỗi ngày và có thể được Bộ trưởng Y tế và Dịch vụ Nhân sinh Hoa Kỳ hay Trợ tá Bộ trưởng đặc trách Y tế phái đi trong trường hợp có tình trạng khẩn cấp liên quan đến y tế.
Tổng Y sĩ cũng là người có quyền trao tặng giấy khen hay huân chương y tế công cộng, trong đó giải thưởng cao quý nhất là Huân chương Tổng Y sĩ. Tổng Y sĩ cũng có nhiều nhiệm vụ không chính thức như giáo dục công chúng Mỹ về các vấn đề y tế và quảng bá cho những lối sống lành mạnh.
Văn phòng cũng có khi ra những cảnh báo về y tế. Có lẽ thí dụ nổi tiếng nhất là lời cảnh báo của Tổng Y sĩ được thấy trên tất cả các bao thuốc lá Mỹ. Lời cảnh báo y tế cũng có trên các loại nước có chất cồn (rượu).

## Lịch sử

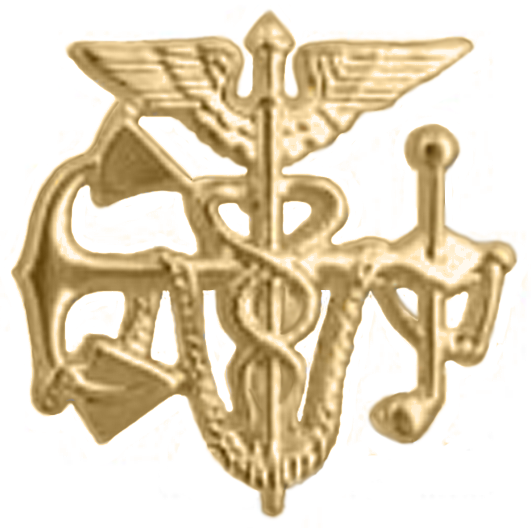
Biểu trưng trên cổ áo của Sở Y tế Công cộng Hoa Kỳ

Năm 1798, Quốc hội Hoa Kỳ thành lập Sở Bệnh viện Biển (Marine Hospital Service) - tiền thân của Sở Y tế Công cộng Hoa Kỳ ngày nay — để đặc trách việc chăm sóc sức khỏe các thủy thủ thương mại bị thương hay bị bệnh. Năm 1870, Sở Bệnh viện Biển được tái tổ chức thành một hệ thống bệnh viện quốc gia có sự quản lý tập quyền dưới một viên chức y tế. Viên chức này lúc đó gọi là Y sĩ Quản đốc (Supervising Surgeon) và sau đó được gọi là Tổng Y sĩ.
Sở Y tế Công cộng Hoa Kỳ từng nằm dưới sự điều hành của Văn phòng Tổng Y sĩ và cũng từng là một cơ quan chính phủ độc lập cho đến năm 1953 ở vào thời điểm nó được sáp nhập vào Bộ Y tế, Giáo dục và Phúc lợi Hoa Kỳ, rồi sau đó bộ này trở thành Bộ Y tế và Dịch vụ Nhân sinh Hoa Kỳ. Mặc dù Sở Y tế Công cộng Hoa Kỳ và Tổng Y sĩ vào lúc nào đó nằm dưới ô dù của Bộ Ngân khố Hoa Kỳ hay Cơ quan An ninh Liên bang, sở vẫn hoạt động với một cấp độ độc lập đáng kể.
- Năm 1964, Bác sĩ Luther Leonidas Terry xuất bản một bản báo cáo đáng ghi nhận nói rằng hút thuốc có thể gây tác hại cho sức khỏe, làm dấy lên những nỗ lực chống hút thuốc trên toàn quốc.
- Năm 1986, bản báo cáo của Phó đô đốc C. Everett Koop về bệnh AIDS kêu gọi một số hình thức giáo dục về bệnh AIDS ở lứa tuổi đầu tiểu học và ủng hộ toàn diện về việc sử dụng bao cao su để chống căn bệnh này.[4]
- Năm 1994, Phó đô đốc Joycelyn Elders nói chuyện tại một hội nghị Liên Hợp Quốc về AIDS. Khi được hỏi là có nên cổ vũ cho việc thủ dâm như cách ngăn ngừa thiếu niên không rơi vào những tình huống hoạt động tình dục nguy hiểm thì bà trả lời rằng, "Tôi nghĩ đấy cũng là một phần hoạt động tình dục của con người, và có lẽ nên được dạy."[5]

Lục quân, Hải quân, và Không quân Hoa Kỳ cũng có các sĩ quan trông coi về vấn đề sức khỏe trong quân chủng của họ và có chức vụ tương tự là Tổng Y sĩ.

## Cấp bậc của chức vụ Tổng Y sĩ

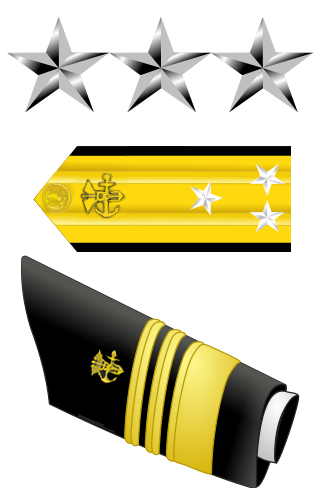
Các ngôi sao, cầu vai, và các sọc trên tay áo của Tổng Y sĩ Hoa Kỳ

Tổng Y sĩ là một viên chức ủy nhiệm của Đoàn Ủy nhiệm Y tế Công cộng Hoa Kỳ, một trong 8 lực lượng đồng phục của Hoa Kỳ. Tổng Y sĩ, theo luật, giữ cấp bậc phó đô đốc . Các viên chức ủy nhiệm của Đoàn Ủy nhiệm Y tế Công cộng được xếp loại là những người không tác chiến nhưng có thể phải tuân theo quân luật chung của Hoa Kỳ và luật của Công ước Genève khi được Tổng tư lệnh Quân đội Hoa Kỳ giao phó trách nhiệm trong vai trò của một lực lượng quân sự hoặc khi được phái đến làm việc với một lực lượng quân sự. Các thành viên của đoàn mặc đồng phục tương tự như của Hải quân Hoa Kỳ, trừ ra là họ có các phù hiệu, nút áo,... riêng của đoàn.
Người giữ cấp bậc đô đốc bốn sao duy nhất là David Satcher. Điều này xảy ra vì ông vừa phục vụ trong chức vụ Tổng Y sĩ ba sao và Trợ tá Bộ trưởng đặc trách Y tế Hoa Kỳ (đây là cấp bậc bốn sao).